# بلی (فیلم)
بلی (انگلیسی: Billi) یک فیلم در ژانر ترسناک به کارگردانی سید نور است که در سال ۲۰۰۰ منتشر شد.